# ZZ Top
ZZ Top – amerykańska grupa rockowa, trio, założona w 1969 w Houston (w stanie Teksas). Zespół jest przedstawicielem hard rocka, blues rocka i południowego rocka, w jego muzyce słychać wpływy boogie, grupa nie stroni także od groteski rockowej. Mimo wieloletniej, nieprzerwanej aktywności, w latach 1970–2021 nie zaszła w niej ani jedna zmiana personalna. Najdłużej istniejący skład zespołu tworzyli: Billy Gibbons (śpiew, gitara, harmonijka ustna), Dusty Hill (śpiew, chórki, gitara basowa, instrumenty klawiszowe) i Frank Beard (chórki, perkusja, instrumenty perkusyjne). 27 lipca 2021 zmarł Dusty Hill. Od tamtej pory basistą zespołu jest Elwood Francis.

## Historia zespołu

Logotyp zespołu

Zespół powstał w 1969 roku i szybko zdobył szeroką popularność swymi dynamicznymi piosenkami z charakterystycznymi, szybkimi gitarowymi riffami. Pierwszy singel, wydany nakładem Scat Records – Salt Lick / Miller's Farm został nagrany w składzie: Billy Gibbons (śpiew, gitara), Lanier Greig (instrumenty klawiszowe, gitara basowa) i Dan Mitchell (perkusja). Utwory nagrane na nim oscylowały wokół blues rocka oraz rocka psychodelicznego. Punkt zwrotny w brzmieniu grupy nastąpił zaraz po uformowaniu się nowego składu (z pierwszego pozostał tylko Gibbons). Do zespołu dołączyli Frank Beard (perkusja) i Billy Ethridge (gitara basowa), którego w 1970 zastąpił Dusty Hill (śpiew, gitara basowa). W tym składzie funkcjonowali do 2021 roku.

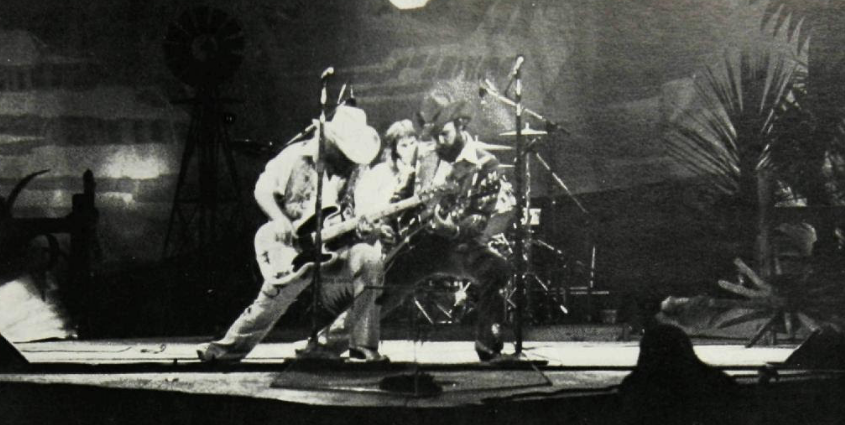
ZZ Top w trakcie występu w 1976 roku

Okresem największych sukcesów grupy była pierwsza połowa lat osiemdziesiątych, kiedy to promowany wieloma teledyskami album Eliminator (sprzedany w ponad 10 milionach egzemplarzy w Stanach Zjednoczonych) stał się przebojem głównego nurtu rocka. Grupa wykształciła swój niepowtarzalny, groteskowy styl sceniczny. Dwaj frontmani – Gibbons i Hill, zapuścili długie brody. Ubrani tak samo – w golfowe kapelusze, obfite koszule, okulary przeciwsłoneczne i workowate spodnie, mogliby uchodzić za dwóch bliźniaków. Ten specyficzny wygląd spowodował, że gdy grupa wystąpiła w filmie Powrót do przyszłości III jako kapela country grającą na małomiasteczkowej zabawie na Dzikim Zachodzie, muzycy nie potrzebowali żadnej charakteryzacji.

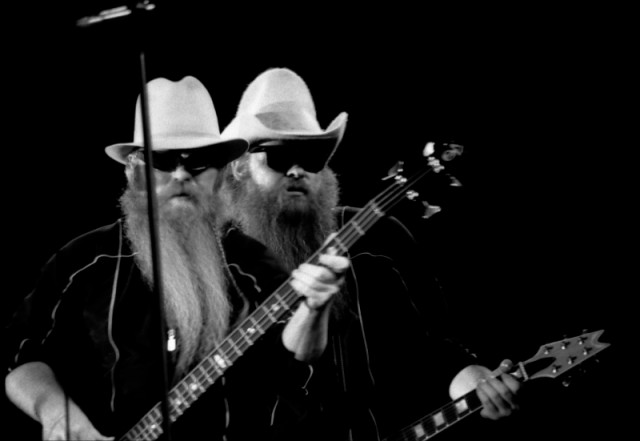
ZZ Top w 1983 roku (od lewej: Dusty Hill, Billy Gibbons)

W 1992 roku zespół odszedł z wytwórni Warner Bros. Records i przeniósł się w 1994 roku do RCA Records, gdzie podpisał kontrakt na pięć płyt. W 2004 grupa ZZ Top została wprowadzona do Rock and Roll Hall of Fame. Kontrakt z wytwórnią RCA został zerwany w 2006 roku z powodu kiepskiej sprzedaży albumu Mescalero. Niedługo później odszedł wieloletni menedżer grupy – Bill Ham. W 2008 roku zespół podpisał nowy kontrakt z wytwórnią Ricka Rubina American Recordings. Nakładem tej wytwórni, w 2012 roku został wydany ostatni do tej pory album studyjny zespołu – La Futura. 

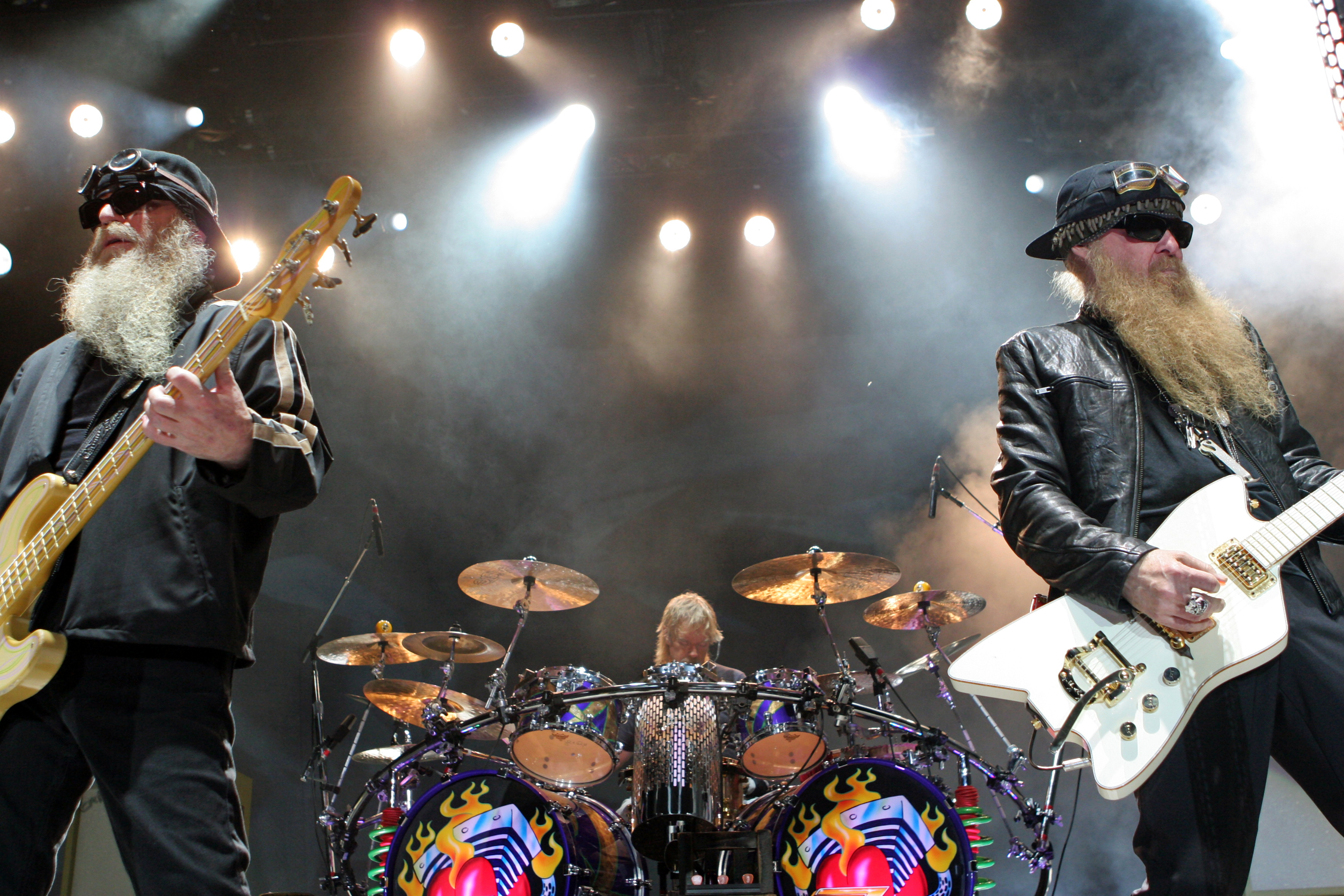
Zespół w pełnym najsłynniejszym składzie podczas koncertu w 2008 roku (od lewej: Dusty Hill – gitara basowa, Frank Beard – perkusja, Billy Gibbons – gitara solowa)

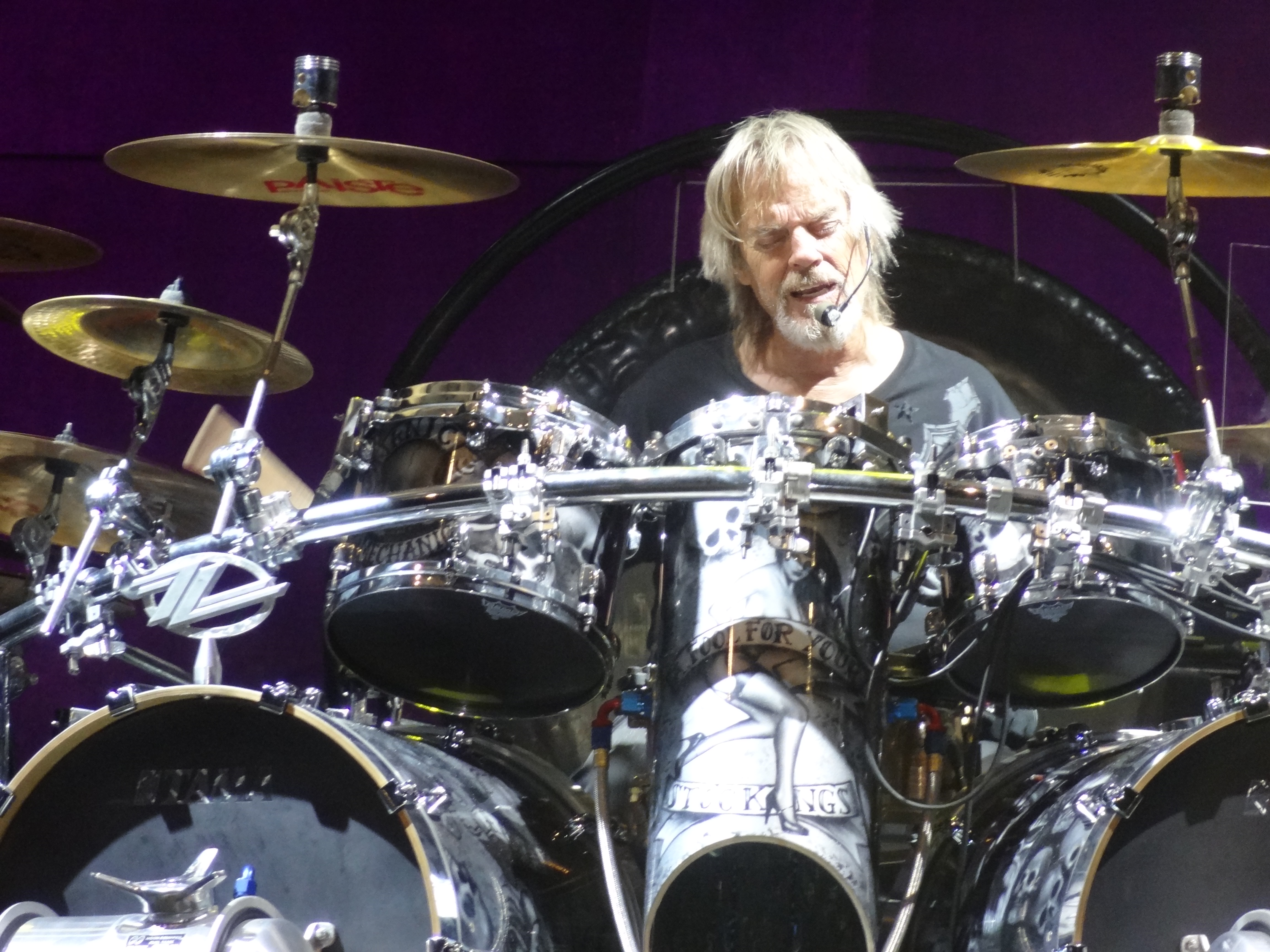
Frank Beard – perkusista, podczas koncertu zespołu w 2014 roku

W 2019 roku zespół obchodził swoje 50-lecie istnienia. Z tej okazji wyruszył w ogromną trasę po całym świecie i wydał album kompilacyjny Goin' 50. 13 sierpnia miała miejsce premiera filmu dokumentalnego o zespole – ZZ Top: That Little Ol' Band from Texas, którego ścieżka dźwiękowa (będąca współczesnymi wykonaniami największych przebojów zespołu na żywo) trafiła na album Raw: 'That Little Ol' Band from Texas' Original Soundtrack.
28 lipca 2021 roku zmarł basista Dusty Hill. O śmierci muzyka poinformowali pozostali członkowie zespołu za pośrednictwem mediów społecznościowych. Hill zmarł we śnie w swoim domu w Houston. Zgodnie z ostatnią wolą muzyka, zastąpił go Elwood Francis. Nowy basista zespołu to wieloletni techniczny grupy. O zmianie w składzie ZZ Top poinformował Billy Gibbons. 

## Skład zespołu

### Obecni muzycy
- Billy Gibbons – śpiew, gitara, harmonijka ustna (od 1969)
- Frank Beard – chórki, perkusja, instrumenty perkusyjne (od 1969, wyłączając koncerty z tras koncertowych w 2002 i 2025[13][14])
- Elwood Francis – gitara basowa (od 2021)

### Byli członkowie
- Dusty Hill (zm. 2021[12]) – śpiew, chórki, gitara basowa, instrumenty klawiszowe (1970–2021)
- Lanier Greig (zm. 2013[3]) – gitara basowa, instrumenty klawiszowe (1969)
- Dan Mitchell – perkusja (1969)
- Billy Ethridge – gitara basowa (1969)

#### Muzycy towarzyszący
- John Douglas – perkusja, zastępstwo na koncertach (2002, 2025[13][14])

## Dyskografia

### Albumy studyjne
- ZZ Top's First Album  (1971)
- Rio Grande Mud (1972)
- Tres Hombres (1973)
- Fandango! (1975)
- Tejas (1976)
- Degüello (1979)
- El Loco (1981)
- Eliminator (1983)
- Afterburner (1985)
- Recycler (1990)
- Antenna (1994)
- Rhythmeen (1996)
- XXX (1999)
- Mescalero (2003)
- La Futura (2012)

### Albumy koncertowe
- Live from Texas (2008)
- Live in Germany 1980 (2011)
- Tonite at Midnight: Live Greatest Hits From Around The World (2016)

### Albumy ze ścieżką dźwiękową
- Raw: 'That Little Ol' Band from Texas' Original Soundtrack (2022)[11]

### Albumy wideo
- Greatest Hits: The Video Collection (1992)[15]
- Live from Texas (2008)
- Double Down Live (2009)
- Live at Montreux 2013 (2013)

### Albumy kompilacyjne
- The Best of ZZ Top (1977)
- Greatest Hits (1992)
- One Foot in the Blues (1994)
- Rancho Texicano (2004)
- The Early Years (2008)[16]
- The Very Baddest of ZZ Top (2014)
- Goin' 50 (2019)[17]

### Wydania specjalne – Box Sety
- The Six Pack (1987) – pięć pierwszych płyt w zremiksowanej wersji z automatem perkusyjnym zamiast perkusji plus El Loco, wydane na trzech CD
- Chrome, Smoke & BBQ (2003) – 4 CD, zawiera przekrój utworów z lat 1969–1992, 3 nagrania The Moving Sidewalks i unikatowe wersje niektórych utworów[18]
- The Complete Studio Albums 1970-1990 (2013) – dziesięciopłytowy zestaw zawierający oryginalne miksy pierwszych pięciu płyt

## Teledyski
- „Gimme All Your Lovin'” – 1983
- „Sharp Dressed Man” – 1983
- „Legs” – 1984
- „TV Dinners” – 1984
- „Sleeping Bag” – 1985
- „Stages” – 1985
- „Rough Boy” – 1986
- „Velcro Fly” – 1986

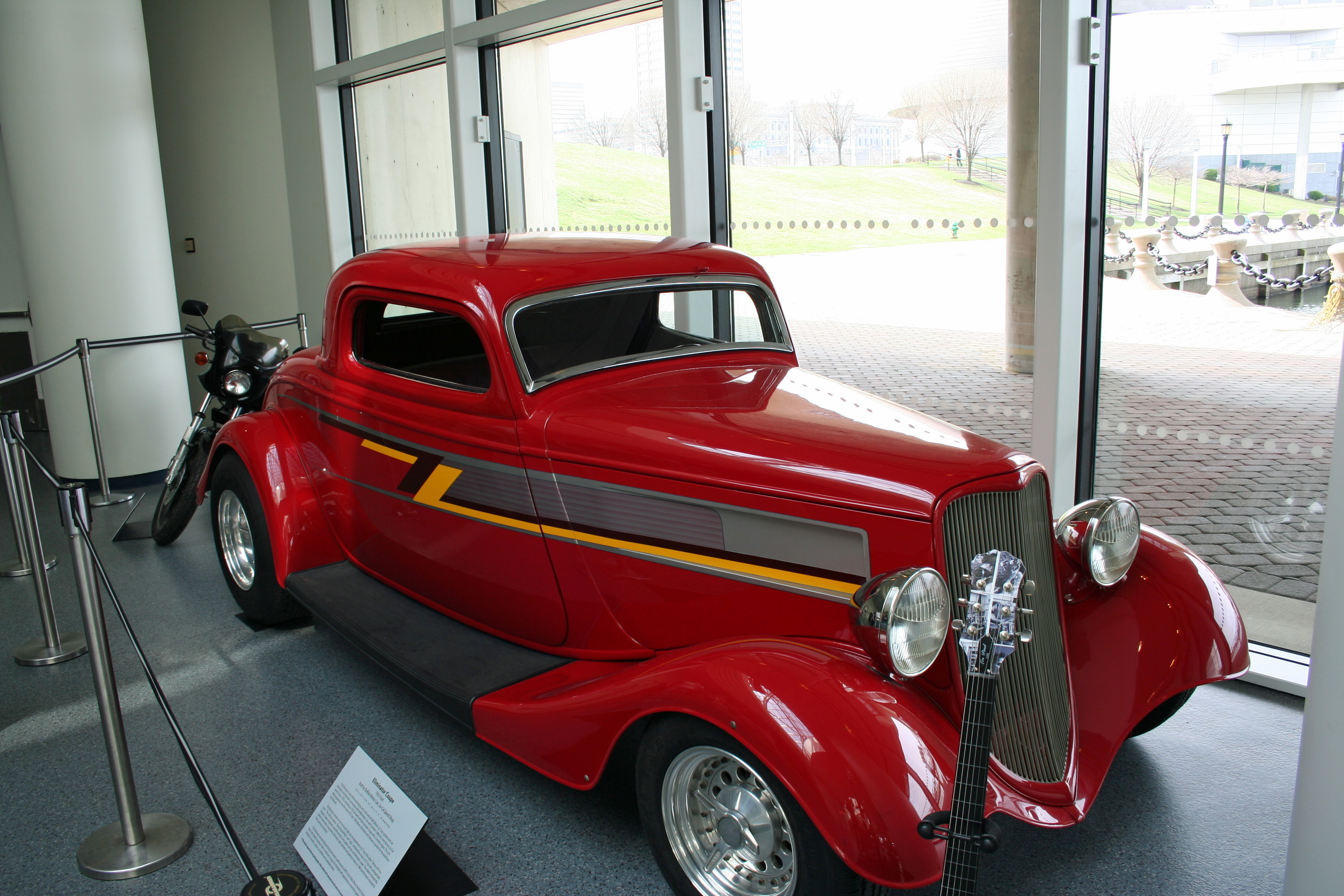
Eliminator coupe w Rock and Roll Hall of Fame, auto występowało w wielu teledyskach zespołu w latach 80.

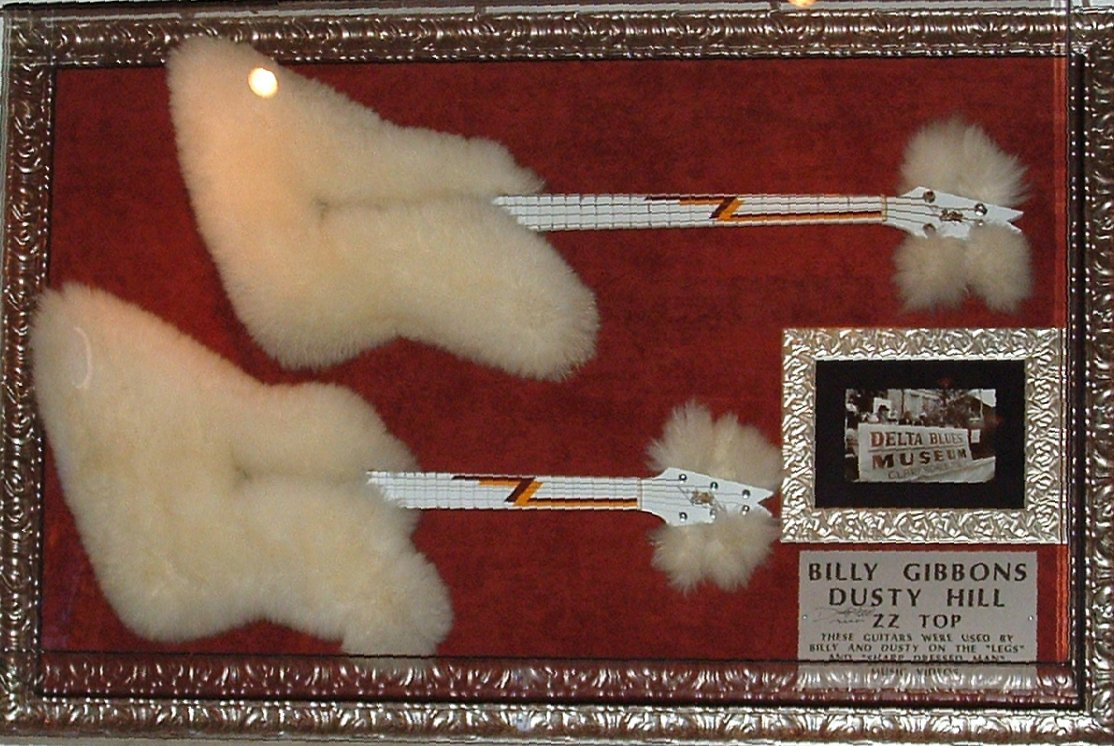
Gitary z owczej skóry, użyte w teledysku „Legs”, wykonane przez Deana Zelinsky'ego

- „Doubleback” (ścieżka dźwiękowa z filmu Powrót do przyszłości III) – 1990
- „Give it Up” – 1990
- „My Head’s in Mississippi” – 1991
- „Burger Man” – 1991
- „Viva Las Vegas” – 1992
- „Pincushion” – 1994
- „Breakaway” – 1994
- „World of Swirl” (ścieżka dźwiękowa z filmu Służba nie drużba) – 1994
- „She’s Just Killing Me” (ścieżka dźwiękowa z filmu Od zmierzchu do świtu) – 1996
- „I Gotsta Get Paid” – 2012
- „Sixteen Tons” (oraz Jeff Beck) – 2016[19]
- „Tube Snake Boogie” (ścieżka dźwiękowa z filmu ZZ Top: That Little Ol' Band from Texas) – 2022[20]

## Filmografia

### Filmy dokumentalne
- ZZ Top: That Little Ol' Band from Texas – 2019[21]

### Filmy fabularne
- Powrót do przyszłości III – 1990[22]

## Ścieżka dźwiękowa
Poniższa lista obejmuje tylko wybraną ścieżkę dźwiękową:

### Seriale telewizyjne
- Policjanci z Miami (w utworach: „Sharp Dressed Man”, „Legs”, „Tush”) – 1984–1985[23][24][25]

### Filmy fabularne
- Powrót do przyszłości III (w utworze: „Doubleback”) – 1990[22]
- Służba nie drużba (w utworze: „World of Swirl”) – 1994[26]
- Od zmierzchu do świtu (w utworze: „She's Just Killing Me”) – 1996[27]
- Armageddon (w utworze: „La Grange”) – 1998[22]
- Gniew oceanu (w utworze: „Tush”) – 2000[22]
- Battleship: Bitwa o Ziemię (w utworze: „Gotsta Get Paid”) – 2012[22]

### Gry komputerowe
- Grand Theft Auto IV (w utworze: „Thug”) – 2008[28]
- Grand Theft Auto V (w utworze: „Gimme All Your Lovin'”) – edycja z 2014[29]